# 10372 Moran
För andra betydelser, se Moran.
10372 Moran eller 1995 FO10 är en asteroid i huvudbältet som upptäcktes den 26 mars 1995 av Spacewatch vid Kitt Peak-observatoriet. Den är uppkallad efter den amerikanske konstnären Thomas Moran.